# Bill Roberts (atleta)
William Roberts, detto Bill (Salford, 5 aprile 1912 – Timperley, 5 dicembre 2001), è stato un velocista britannico, specializzato nei 400 metri piani.

## Palmarès
- Giochi olimpici

Berlino 1936: oro nella staffetta 4×400 metri.
- Giochi dell'Impero Britannico

Londra 1934: argento nelle 440 iarde.
Sydney 1938: oro nelle 440 iarde, argento nella staffetta 4×440 iarde.